# 오페라 부파
오페라 부파(opera buffa)는 희곡 오페라의 한 양식으로, "코메디아 인 무시카(음악 안에 코미디)", 또는 "코메디아 페르 무시카(음악을 위한 코미디)"를 뜻한다. 이 장르는 18세기 초기 나폴리에서 발전하였고, 그곳에서부터 그 인기가 로마와 북이탈리아 지역까지 번져나갔다.

## 역사

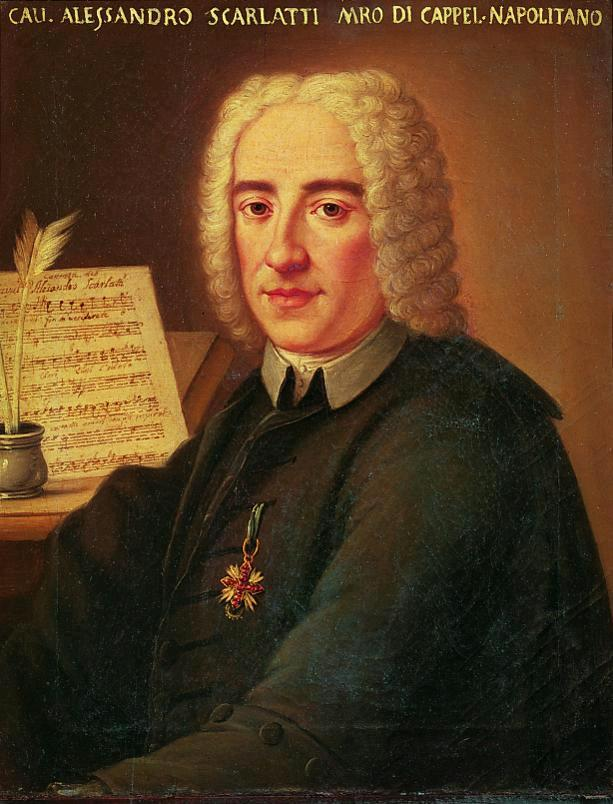
초기 오페라 부파 작곡가인 알레산드로 스카를라티

츠에노와 메타스타지오의 개혁으로 비극적 스타일로부터 코믹한 요소가 분리되고 그 때까지 인테르메조(간주곡)로서 긴 오페라의 막간에 상연되었던 짧은 넌센스 코믹이 오페라 부파로서 독립하여 상연되게 되었다. 그리고 이탈리아의 전통적인 즉흥 희극인 코메디아 델라르테에서 전형적인 등장인물이나 틀에 박힌 사건, 템포가 빠른 동작이나 대화 등이 분명히 영향을 받고 있었다. 오페라 부파의 대본은 흔히 있는 일상생활에서 일어난 일들을 제재로 하였으며 아르레키노라든가 브리게르라, 또는 코메디아 델라르테의 유형적인 인물이 등장하고, 악곡 형식은 칸초네타나 시칠리아노 등의 민요에서 취했으며, 도약적인 음형이라든가 빠른 소리로 지껄이는 레치타티보 세코, 광대역의 바소 부포, 중창이 중요시되는 것 등이 그 특징이다. 나폴리파 오페라 부파의 초기에서 전형적인 초기작품은 페르골레시의 <마님이 된 하녀>(1733)를 들 수 있다. 1750년 이후, 오페라 부파는 세련된 드라마로 발전하는 한편 피치니의 <착한 아가씨>에서 볼 수 있듯이 감상적인 요소마저 삽입하게 되었다. 후기의 나폴리파에서는 <세비야의 이발사>를 작곡한 파이지엘로가 등장인물의 교묘한 성격묘사와 화려한 색채의 관현악 등에서 특히 뛰어나 모차르트에게 많은 영향을 준 것으로 유명하다. 아름다운 멜로디와 경쾌하고 자연스런 줄거리를 지닌 <비밀결혼>의 치마로자도 나폴리파의 종말을 장식한 대표적인 작곡가이다.

## 참고 문헌
- The New Grove Dictionary of Opera', ed. Stanley Sadie (London, 1992) ISBN 0-333-73432-7
- 이 문서에는 다음커뮤니케이션(현 카카오)에서 GFDL 또는 CC-SA 라이선스로 배포한 글로벌 세계대백과사전의 "서양 음악의 역사" 항목을 기초로 작성된 글이 포함되어 있습니다.